# Rescue Me (Marshmello)
Rescue Me è un singolo del DJ statunitense Marshmello, il primo estratto dal suo terzo album in studio Joytime III, pubblicato il 14 giugno 2019. Il brano vede la collaborazione del gruppo pop punk/metalcore A Day to Remember.

## Video musicale
Il video ufficiale del brano, girato con gli A Day to Remember su una spiaggia, è stato diretto da Phillip Vernon e prodotto da Anthony Abaci.

## Tracce
1. Rescue Me – 3:57

## Formazione
- Marshmello – tastiera, campionatore, sintetizzatore
- Jeremy McKinnon – voce
- Kevin Skaff – chitarra solista, voce secondaria
- Neil Westfall – chitarra ritmica
- Joshua Woodard – basso
- Alex Shelnutt – batteria, percussioni

## Classifiche
| Classifica (2019)   | Posizione massima |
| ------------------- | ----------------- |
| Stati Uniti         | 92                |
| Stati Uniti (dance) | 5                 |